# Pradosia brevipes
Pradosia brevipes – gatunek rośliny należący do rodziny sączyńcowatych. Jest gatunkiem występującym na terenie Brazylii.